# Orquesta Afrobeat Antibalas
La Orquesta Afrobeat Antibalas (en inglés Antibalas Afrobeat Orchestra) es un conjunto musical multicultural basado en Brooklyn, en la ciudad de Nueva York, que se ha establecido como una de las agrupaciones más impactantes de su estilo en Estados Unidos, que cultiva el afrobeat, inspirada en música proveniente de Nigeria junto con otras influencias.
Esta banda, se inspira en las agrupaciones Fela Kuti's África 70 y Eddie Palmieri's Harlem River Drive Orchestra. Aunque su música primaria es afrobeat, ha incorporado elementos de jazz, funk, dub, música instrumental y la tradicional música de tambor de Cuba y de África Occidental.
Fue fundada por Martín Perna como "Conjunto Antibalas" en 1998. El grupo tuvo su concierto inaugural en el 26 de mayo de 1998 en el Sat Nick's Pub en Harlem, en una noche organizada por la artista Xaviera Simmons. En el transcurso de los siguientes meses, el grupo se estableció con un núcleo de once miembros de la banda y comenzó a elaborar un repertorio de canciones originales. 
El guitarrista y productor Gabriel Roth escribió varias de las primeras canciones y supervisó la grabación y producción de los tres primeros discos.
Desde su formación, Antibalas ha realizado más de 2000 shows en 35 países alrededor del mundo. El grupo, manteniendo una coherencia con la tradición musical del afrobeat, sostiene un mensaje de protesta, crítica social y política.

## Banda
Los músicos, originarios de Brooklyn, son una mezcla de latinos blancos afroamericanos, africanos y asiáticos-americanos.
Integrantes actuales:
- Martin Perna - fundador, saxofón, barítono
- Amayo Archivado el 10 de junio de 2020 en Wayback Machine. – vocalista y percusión
- Eric Biondo – trompeta
- Morgan Price Archivado el 10 de junio de 2020 en Wayback Machine. – saxofón tenor
- Marcus Farrar – cantante
- Marcos J. García (enlace roto disponible en Internet Archive; véase el historial, la primera versión y la última). – guitarra, vocalista
- Jordan McLean – trompeta
- Reinaldo de Jesús - congas
- Timothy J Allen - guitarra
- Kevin Raczka - batería
- Raymond Mason - trombón
- Will Rast - órgano, piano eléctrico
- Justin Kimmel - guitarra, bajo
- Raja Kassis - guitarra
- Jackie COLEMAN - trompeta

## Discografía[4]
- Liberation Afrobeat Vol. 1 (2000, Afrosound)
- Talkatif (2002, Ninja Tune)
- Who is This America? (2004, Ropeadope)
- Security (2007, ANTI-)
- Antibalas (2012, Daptone)
- Where the Gods Are in Peace (2017, Daptone)
- Fu Chronicles (2020, Daptone)

### Vinilos EP & Sencillos
- Uprising (1999, Afrosound) 7"
- N.E.S.T.A. (2000, Afrosound) 12"
- Tour EP (2002, Afrosound) Extended Play EP
- Che Che Colé (2003, Daptone) 12"
- Government Magic (2005, Afrosound) Extended Play EP
- K-Leg/R.O.C. (2006, Purpose) 12"
- Family Affair/Mr President (2006, Mind Records and Service) Split 7" by Antibalas/Psych
- Rat Race/Se Chifló 12" (2010, Exactamundo Records)
- Tattletale 7" (2014, Daptone Records)
- Fight Am Finish (2019, Daptone Records)

### Álbumes relacionados
- Uninvisible by Medeski Martin & Wood (2002, Blue Note)
- Zen of Logic by DJ Logic (2006, Ropeadope)
- Return to Cookie Mountain by TV on the Radio 2006, Interscope

### Compilaciones en las que ha participado
- Afrobeat . . . NO GO DIE (2000, Shanachie Records)
- Africafunk Vol. 2 (2000, Harmless Records)
- Ouelele (2002 & 2006, Comet Records)
- Red Hot & Riot (2002, MCA)
- Afrobeat (2002, Blow Records)
- Turntables on the Hudson Vol. 2 (2002, Musicrama)
- African Xpress (2003, Narada Records)
- Turntables on the Hudson Vol. 4 (2003, Caroline)
- Rewind 3 (2003, Ubiquity Records)
- “Badassss” Soundtrack (2004, Bbe Records)
- Afrobeat Sessions (2004, Sessions)
- Genocide in Sudan (2004, Reincarnate)
- ASAP – Afrobeat Sudan Aid Project (2004, Modiba Productions)
- Essential Afrobeat (2005, UMVD Import)
- Impeach the Precedent (2005, Kicksnare Hat / Kajmere Sound)
- Gilles Peterson in Africa (2005, Ether Records)
- Let Rhythm Provide: An Emergency Compilation for Our Brothers and Sisters in New Orleans (2005, Ocote Soul Media)